# Papyrus de Derveni
Le papyrus de Derveni est un document mis au jour en 1962 dans une tombe aristocratique de la nécropole de Derveni (Macédoine), dans le nord de la Grèce. Il s'agit de fragments d'un rouleau de papyrus, partiellement carbonisé, datable du milieu du IVe siècle av. J.-C., bien que d'autres hypothèses suggèrent -300, ce qui en ferait le plus ancien manuscrit retrouvé en Europe. Le texte conservé cite et commente un poème orphique (et plus précisément une théogonie) en hexamètres. Nous avons là affaire aux vestiges d'un traité dont la composition remonterait vers 420 av. J.-C., et se situerait peut-être dans l'entourage du philosophe Anaxagore.

## Attribution
Richard Janko (en) a proposé d'en attribuer la paternité au penseur et poète Diagoras de Mélos, qui encourut à Athènes la même accusation d'impiété et d'athéisme qu'Anaxagore. Andreï Lebedev, cependant, a fait valoir que l'auteur était Prodicos de Céos. Néanmoins, aucune de ces hypothèses n'a été largement acceptée dans la recherche sur le papyrus Derveni.

### Éditions du texte
- The Derveni papyrus, ed. with introduction and commentary by Theokritos Kouremenos, George M. Parássoglou, Kyriakos Tsantsanoglou (coll. « Studi e testi per il 'Corpus dei papiri filosofici greci e latini' », 13), Firenze, Leo S. Olschki, 2006.  (ISBN 88-222-5567-4)
- Le papyrus de Derveni, texte présenté, trad. et annoté par Fabienne Jourdan (coll. « Vérité des mythes. Sources », 13), Paris, Les Belles Lettres, 2003, XXXII-166 p.  (ISBN 2-251-32434-8)

Éditions en ligne
- The Derveni Papyrus: An Interdisciplinary Research Project, Center for Hellenic Studies, Harvard University.

### Études
- Studies on the Derveni papyrus, ed. by André Laks and Glenn W. Most, Oxford, Clarendon Press, 1997, réimpr. 2001, VIII-203 p.  (ISBN 0-19-815032-6)
- Richard Janko, « The Derveni Papyrus (Diagoras of Melos, Apopyrgizontes Logoi ?): a New Translation », Classical Philology, 96 (1), 2001, p. 1–32.
- Bernard Deforge et Fabienne Jourdan, Le Papyrus de Derveni, Paris, Les Belles Lettres, 2003, 166 p.  (ISBN 9782251324340)
- Gábor Betegh, The Derveni Papyrus: Cosmology, Theology and Interpretation, Cambridge University Press, 2004, 456 p.  (ISBN 9780521047395)
- Paul Goukowsky, « Sur le papyrus de Derveni » [traduction et commentaire], in Études de philologie et d'histoire ancienne, t. I : Macedonica varia, p. 171-226, Nancy, ADRA, 2009.
- Andreï Lebedev, « The Authorship of the Derveni Papyrus, a Sophistic Treatise on the Origin of Religion and Language: A Case for Prodicus of Ceos », in Presocratics and Papyrological Tradition. A Philosophical Reappraisal of the Sources. Proceedings of the International Workshop, Trier (22–24 Sept. 2016), éd. C. Vassallo, Berlin/Boston, Walter de Gruyter, 2019, p. 491-604.